# THAP3
THAP3 (англ. THAP domain containing 3) – білок, який кодується однойменним геном, розташованим у людей на 1-й хромосомі. Довжина поліпептидного ланцюга білка становить 239 амінокислот, а молекулярна маса — 27 059.
| 10         |  | 20         |  | 30         |  | 40         |  | 50         |
| ---------- |  | ---------- |  | ---------- |  | ---------- |  | ---------- |
| MPKSCAARQC |  | CNRYSSRRKQ |  | LTFHRFPFSR |  | PELLKEWVLN |  | IGRGNFKPKQ |
| HTVICSEHFR |  | PECFSAFGNR |  | KNLKHNAVPT |  | VFAFQDPTQQ |  | VRENTDPASE |
| RGNASSSQKE |  | KVLPEAGAGE |  | DSPGRNMDTA |  | LEELQLPPNA |  | EGHVKQVSPR |
| RPQATEAVGR |  | PTGPAGLRRT |  | PNKQPSDHSY |  | ALLDLDSLKK |  | KLFLTLKENE |
| KLRKRLQAQR |  | LVMRRMSSRL |  | RACKGHQGLQ |  | ARLGPEQQS  |  |            |

A: Аланін

C: Цистеїн

D: Аспарагінова кислота

E: Глутамінова кислота

F: Фенілаланін

G: Гліцин

H: Гістидин

I: Ізолейцин

K: Лізин

L: Лейцин

M: Метіонін

N: Аспарагін

P: Пролін

Q: Глутамін

R: Аргінін

S: Серин

T: Треонін

V: Валін

W: Триптофан

Кодований геном білок за функцією належить до фосфопротеїнів. 
Задіяний у такому біологічному процесі, як альтернативний сплайсинг. 
Білок має сайт для зв'язування з іонами металів, іоном цинку, ДНК. 